# Karl Christian Kohlschütter
Karl Christian Kohlschütter (* 14. Juni 1763 in Dresden; † 9. Februar 1837 ebenda) war ein deutscher Rechtswissenschaftler und sächsischer Verwaltungsjurist.

## Leben
Sein Vater war der Königliche und Kurfürstliche Hofkommissar, Kaufmann und Besitzer einer Handlung in Dresden und Warschau Karl Christoph Kohlschütter aus Dohna; seine Mutter war Christina Dorothea Lippold. Nach dem frühen Tod des Vaters (mit 43 Jahren), bekam er von seinem Stiefvater dem Floßkommissar Friedrich Ernst Mylius, die nötige Unterstützung um sich zu entwickeln. Seine erste Ausbildung erhielt er von Privatlehrern in Pretzsch. Nachdem er sich bereits am 27. April 1778 immatrikuliert hatte, ging er am 4. Mai 1778 auf das Gymnasium in Grimma, wo er sich das Vorwissen erwarb und 1784 die Universität Wittenberg beziehen zu können. Neben juristischen Studien besuchte er die Geschichtsvorlesungen Johann Matthias Schröckhs, die philosophischen Vorlesungen von Gottlob Ernst Schulze und die des Theologen Franz Volkmar Reinhard. Nachdem er 1788 sein Examen zum Notar absolviert hatte, erlangte er am 28. April 1791 die juristische Doktorwürde.
Ab 1792 absolvierte er als Privatdozent Vorlesungen zur Enzyklopädie, zum Naturrecht, zum sächsischen Privatrecht, zum römischen Recht und gründete eine Lerngesellschaft die „societas juris humanoris“. Am 26. November 1795 wurde er außerordentlicher Assessor an der Juristenfakultät und bald darauf außerordentlicher Professor des sächsischen Rechts. 1798 folgt er einem Ruf Reinhards als zweiter Supernumerar-Oberkonsistorialrat nach Dresden, wird dort 1800 Hof- und Justizrat und setzte sich in dieser Funktion für eine Abschwächung der Todesstrafe ein. Ende 1806 wurde er geheimer Kabinettssekretär im Domstiftdepartment des geheimen Kabinetts und beaufsichtigte in dieser Funktion die Justiz- und Polizeiverwaltung, die Angelegenheiten der Universitäten, der Schulen, die Verfassungs-, Hoheits- und Gewerbesachen. Er war Mitglied der Dresdner Freimaurerloge Zum goldenen Apfel.
In der Zeit der Befreiungskriege setzte sich Kohlschütter mit einem Aufsatz der zugunsten seines Königs ausfiel ein. Nach dessen Rückkehr wurde er für seine Treue vom König in seinem Amt bestätigt und mit dem Zivilorden ausgezeichnet. Mit zunehmendem Alter ließ sein Gesundheitszustand nach, und er starb an den Folgen einer Grippe.

## Nachkommen
Aus der Ehe mit Christiane Luise, der Tochter des Eilenburger Arztes und Apothekers Dr. Kreysig stammen vier Töchter und vier Söhne. Hervorgetreten sind vor allem seine Söhne Ernst Volkmar (Theologe), Otto (Mediziner) und Karl Ludwig (Jurist). Rudolf Julius Kohlschütter war Justizrat in Dresden und verfasste zusammen mit Johann Karl Bähr die Mittheilungen aus dem magnetischen Schlafleben der Somnambüle Auguste K. in Dresden. Tochter Luise heiratete den späteren Philologen und Philosophen Heinrich Moritz Chalybäus. Die Erstgeborene, Emilie Kohlschütter, ist die Mutter von Friedrich Albert von Zenker.

## Werkauswahl
- (Als Respondent) De Ivre Standi In Comitiis Provincialibvs Commentatio. Dürr, Wittenberg 1887 (opendata.uni-halle.de).
- (Als Respondent) De Iureiurando Credulitatis Secundum Praecepta Philosophorum De Probabili Iudicium. Dürr, Wittenberg 1788 (slub-dresden.de).
- De fine societatis civilis commentatio . Tschiedrich, Wittenberg 1793.
- Propädeutik, Enzyklopädie und Methologie der positiven Rechtswissenschaft. Grieshammer, Leipzig 1797 (slub-dresden.de).
- Vorlesungen über den Begriff der Rechtswissenschaft. Grieshammer, Leipzig 1798 (books.google.de).
- De Pandectis Iuris Civilis Privati, Quo In Saxonia Utimur, Commentatio. Charis, Wittenberg 1795 (slub-dresden.de).
- Jus civile privatum quo in Saxonia Electorali utimur, in formam artis redactum. 1800.
- Monita über den Entwurf einer neuen Gerichtsordnung für die kursächsischen Lande. 1805.
- Hat der König von Sachsen diesem Lande jemals entsagt? 1814 (slub-dresden.de).
- Akten- und thatmäßige Widerlegung einiger der gröbsten Unwahrheiten und Verleumdungen, welche in der Schrift: Blicke auf Sachsen … enhalten sind. Prag 1815 (books.google.de).